# Glitterån
Glitterån är ett vattendrag i Ovanåkers kommun i Gävleborgs län i Hälsingland. Glitterån rinner up i Stora Glittern, under riksväg 50 och genom Bruksdammen vid Svabensverk  och mynnar i Amungen. Glitterån kallas Bruksån efter den dämda sjön Hämmen (Bruksdammen), där även Gårdviksboån utmynnar.